# Hvergelmir

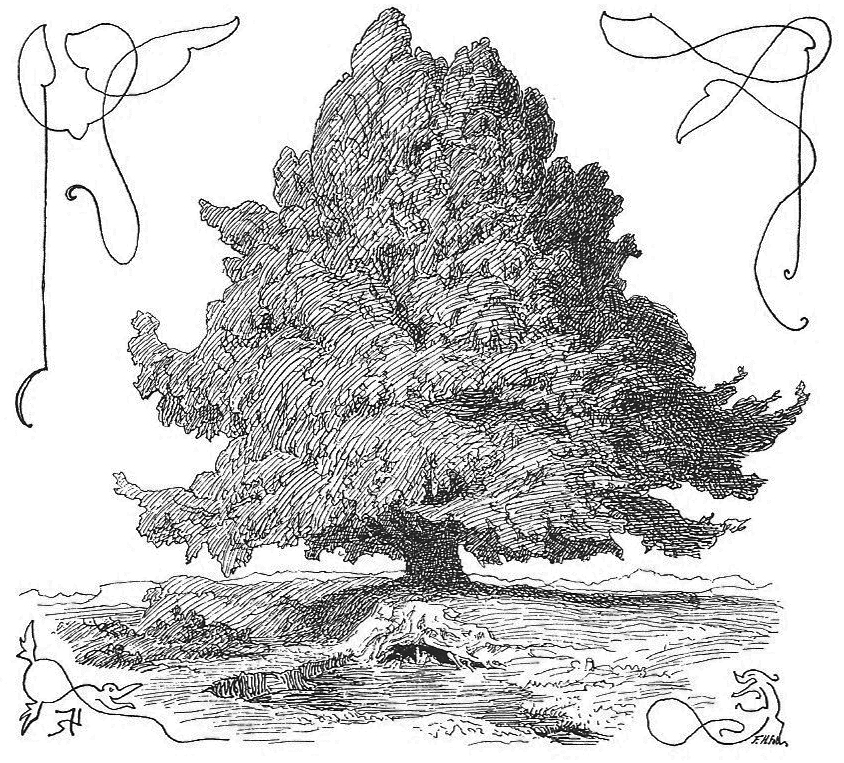
L'arbre du monde Yggdrasil. Au pied de l'arbre se trouve un puits, qui est probablement Urðarbrunnr. Aucune légende ou titre n'est fourni dans l'ouvrage, mais l'illustration apparaît dans une section du Grímnismál intitulée "Om Yggdrasil" (en danois : "à propos (ou "autour", selon le contexte) d'Yggdrasil").

Dans la mythologie nordique, Hvergelmir (hverr, « source chaude », et -gelmir, « tonner ») se trouve dans Niflheim. Aussi surnommé le « chaudron hurlant », c'est la rencontre entre la lave et la glace qui donne naissance aux douze rivières Élivágar.